# José María Sánchez Lage
José María Sánchez Lage (Buenos Aires, 11 maggio 1931 – Buenos Aires, 31 dicembre 2004) è stato un calciatore e allenatore di calcio argentino.

## Carriera
In attività giocava come attaccante. Il suo compagno di squadra Paquito lo definì come il nuovo Alfredo Di Stéfano.